# فرانك أوليفر (لاعب اتحاد الرغبي)
فرانك أوليفر (بالإنجليزية: Frank Oliver)‏ هو لاعب اتحاد الرغبي نيوزيلندي، ولد في 24 ديسمبر 1948 في دنيدن في نيوزيلندا، وتوفي في 16 مارس 2014 في بالميرستون نورث في نيوزيلندا.

## وصلات خارجية
- فرانك أوليفر عل موقع إسبنسكروم (الإنجليزية)